# Anne Frank-træet
Anne Frank-træet (hollandsk: Anne Frankboom) var et kastanjetræ i Amsterdam, Holland.
Træet var et af de eneste tegn på natur, der var synlig for Anne Frank, da hun gemte sig for nazistisk forfølgelse sammen med sin familie og fire andre jøder i et skjult rum i baghuset, der i dag kendes som Anne Franks hus. Træet nævnes i hendes dagbog, der blev en bestseller på verdensplan efter hendes død i en koncentrationslejr i 1945. I sin dagbog skrev Anne Frank: Vores kastanjetræ blomstrer. Det er dækket med blade og er endnu smukkere end sidste år.
Der var for første gang planer om at fælde træet i 2007 efter at det var ramt af svamp. Embedsmænd og aktivister fik stivet træet af med en stålramme, så dets liv blev forlænget.
Den 23. august 2010 væltede det efter et voldsomt uvejr. Ingen kom til skade, da det 150 år gamle træ faldt ned over et plankeværk. Træet ramte ikke Anne Franks hus, som var fyldt med turister.
I 2009 blev stiklinger fra Anne Franks kastanjetræ plantet i en park i Amsterdam.